# WEC 29
WEC 29: Condit vs. Larson foi um evento de MMA promovido pelo World Extreme Cagefighting. O evento aconteceu em 5 de agosto de 2007 no Hard Rock Hotel and Casino em Las Vegas, Nevada. O evento foi ao ar ao vivo na Versus.

## Background
O evento principal contou com a luta pelo Cinturão Peso Meio Médio do WEC entre o campeão, Carlos Condit, e o desafiante, Brock Larson. O evento ainda contou com a estréia nos EUA do veterano do PRIDE Paulo Filho enfrentando Joe Doerksen pelo Cinturão Peso Médio do WEC vago.

## Pagamentos
O seguinte pagamento dos lutadores foi divulgada pela Comissão Atlética de Nevada. Isso não inclui o dinheiro de patrocínio e bônus de "vestiário" muitas vezes dado pelo WEC.
- Carlos Condit: $26,000 (incluindo $13,000 de bônus de vitória) derrotou Brock Larson: $12,000
- Paulo Filho: $50,000 ($15,000 de bônus de vitória) derrotou Joe Doerksen: $30,000
- Jeff Curran: $10,000 ($2,000 de bônus de vitória) derrotou Stephen Ledbetter: $5,000
- Jamie Varner: $14,000 ($7,000 de bônus de vitória) derrotou Sherron Leggett: $4,000
- Hiromitsu Miura: $6,000 ($3,000 de bônus de vitória) derrotou Fernando Gonzalez: $3,000
- Antonio Banuelos: $8,000 ($4,000 de bônus de vitória) derrotou Justin Robbins: $2,000
- Eric Schambari: $8,000 ($4,000 de bônus de vitória) derrotou Logan Clark: $6,000
- Steve Cantwell: $6,000 ($3,000 de bônus de vitória) derrotou Justin McElfresh: $3,000
- Blas Avena: $4,500 ($2,000 de bônus de vitória) derrotou Tiki Ghosn: $5,000